# コルネリス・スフート
コルネリス・スフート（Cornelis Schut、1597年5月13日 - 1655年4月29日）は、フランドルの画家である。

## 略歴
アントウェルペンで生まれた。1618年に聖ルカ組合の親方になった。1618年にイタリアに旅し、ローマで活動するオランダやフランドル出身の画家達のグループ、「Bentvueghels」の最も初期のメンバーになった。このグループでは互いを仇名で呼び合うことが慣例になりスフートは「Broodzak」と呼ばれた。
1627年からタイマン・アーレンツゾーン・クラヒト（Tyman Arentsz Cracht: 1590/1600-1646）とフランドルに出自を持つ銀行家のパトロン、ピエトロ・ペスカトーレ（Pietro Pescatore）のために働き、ローマ近郊のフラスカーティにあるペスカトーレの別荘の壁画を描いた。
1628年にはフィレンツェに住み、メディチ家のタペストリー工房のために下絵をデザインした。
フランドルに戻り、1633年に最初の結婚をした。 1635年にピーテル・パウル・ルーベンス（1577-1640）の指揮下で、スペインの王子でスペイン領ネーデルラント総督、フェルナンド枢機卿のアントウェルペン入城を歓迎するための装飾の仕事にアントウェルペンの多くの画家たちとともに参加した。同じ年にヘント入城の式典の装飾の仕事ではスフートが中心的な役割をした。ヘントでの仕事はこの式典を組織したイエズス会の会員でもあった画家のダニエル・セーヘルスとローマで多くの共作をしていたことが、依頼のあった理由だとも考えられている。1637年に最初の妻が亡くなり1638年に再婚した。
アントウェルペンで1665年に亡くなった。弟子にはAmbrosius GastやJan Baptist van den Kerckhoven、Philippe Vleughels、Hans Witdoeckがいる。同名の甥、コルネリス・スフート（c.1629-1685）もスフートに学び画家になった。

## 作品

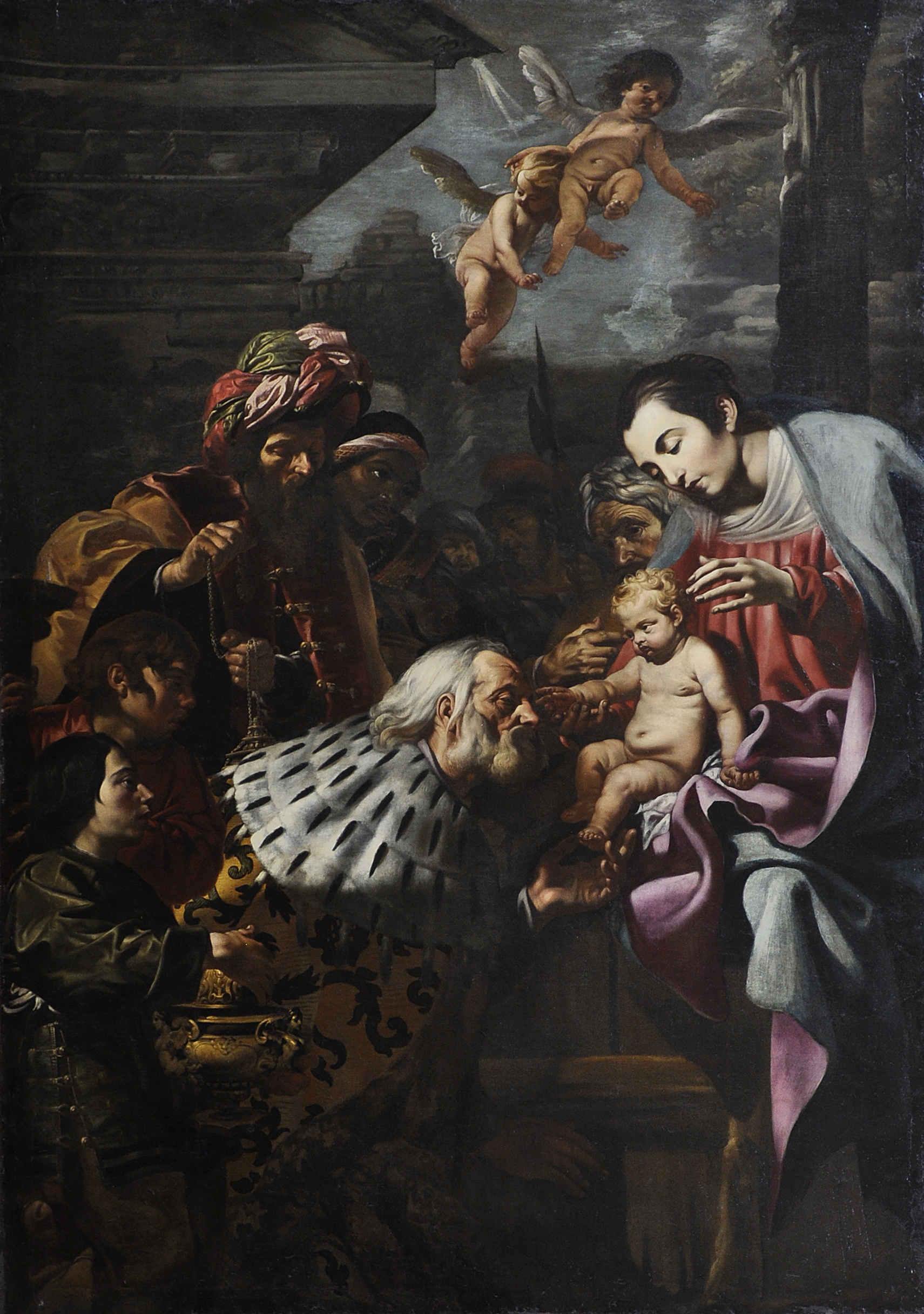
東方三博士の礼拝 カーンの教会蔵
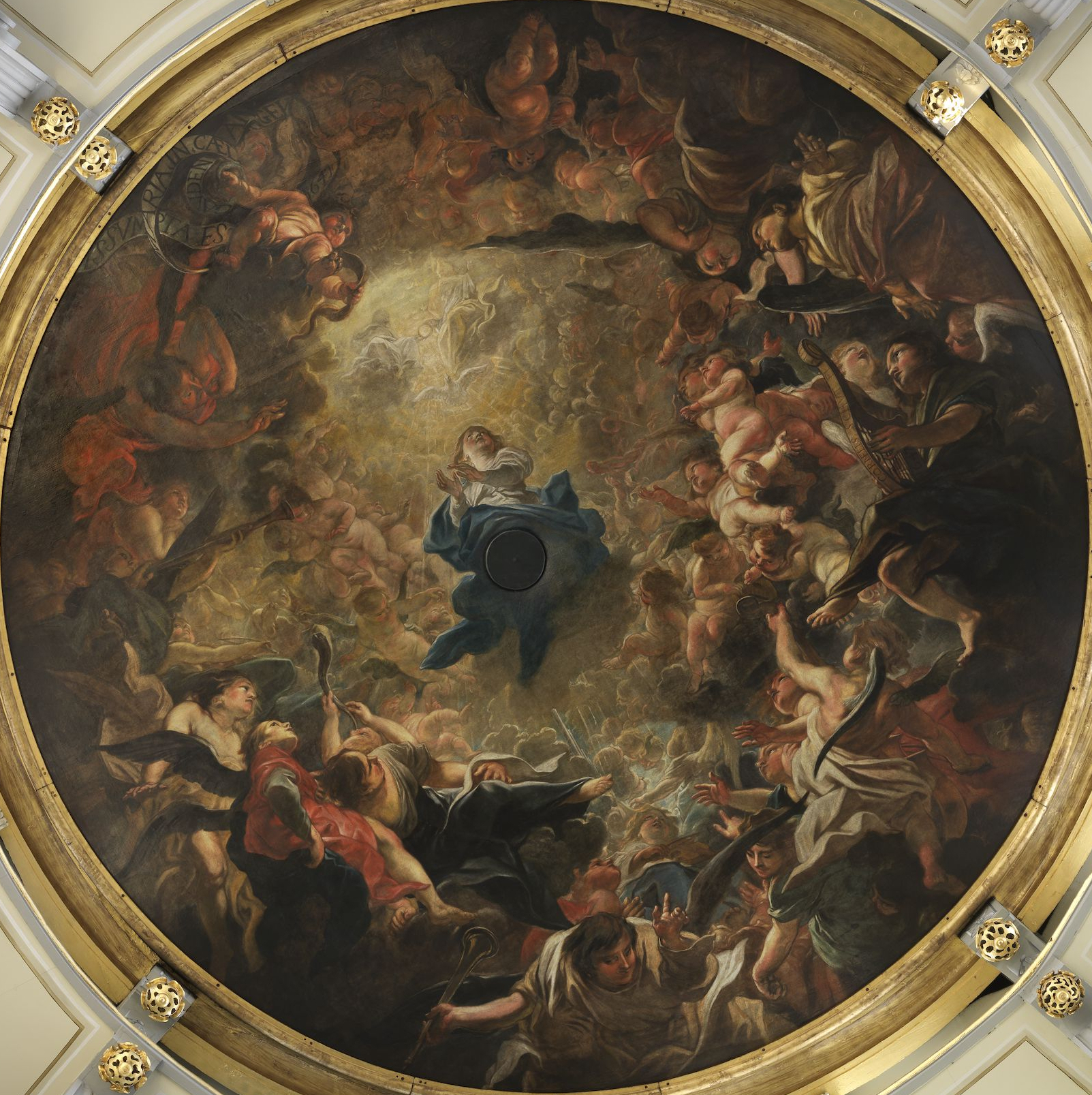
聖母の被昇天 (1648) 聖母大聖堂 (アントウェルペン)
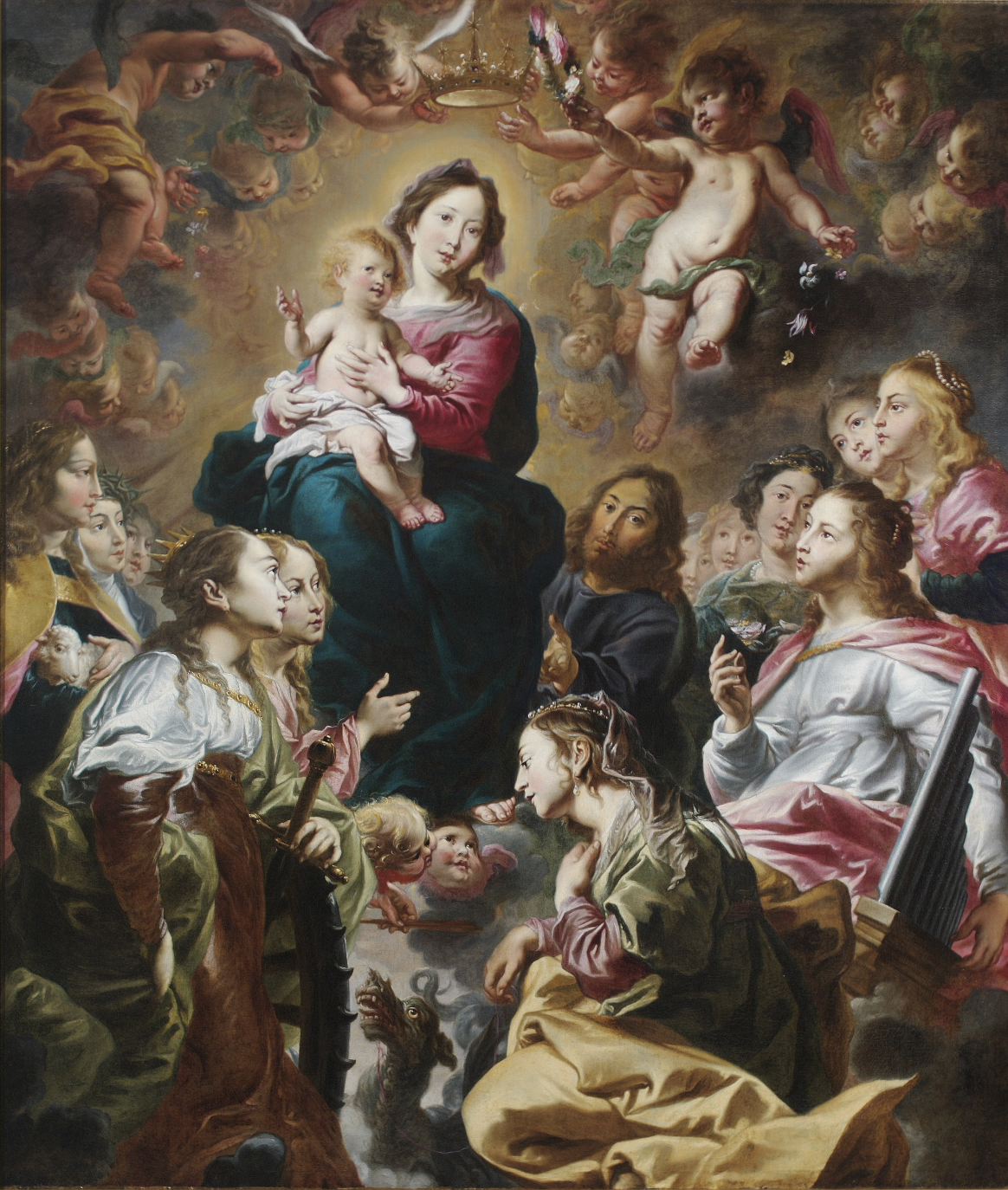
聖母戴冠 (1635/1640)
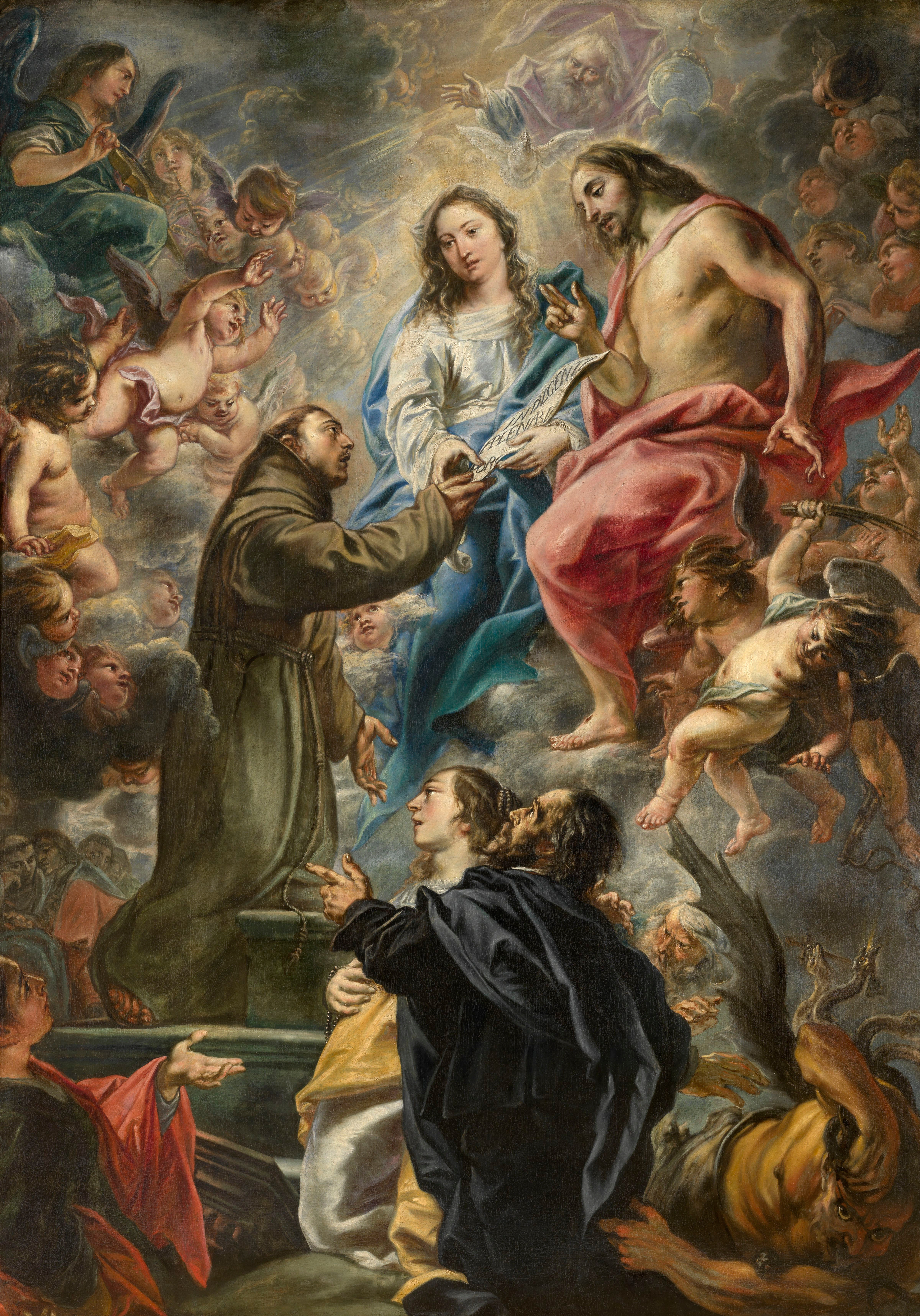
ポルティウンクラ (1649) アントワープ王立美術館

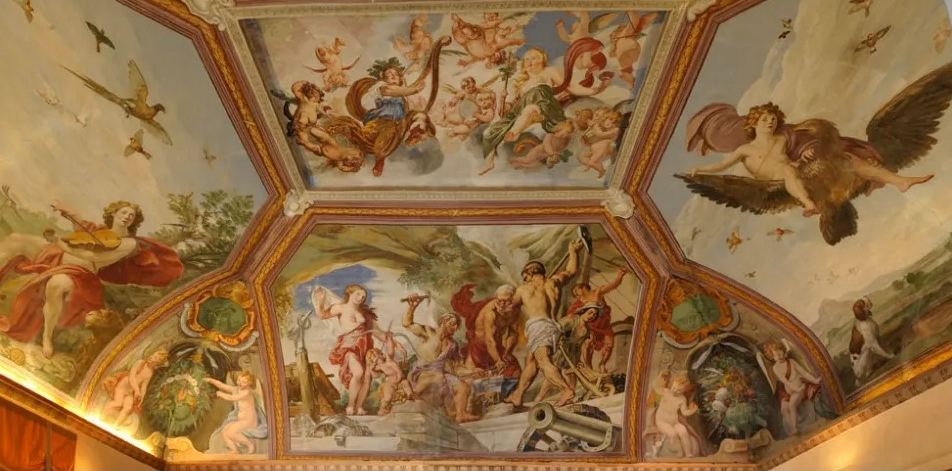
装飾画
寓意画
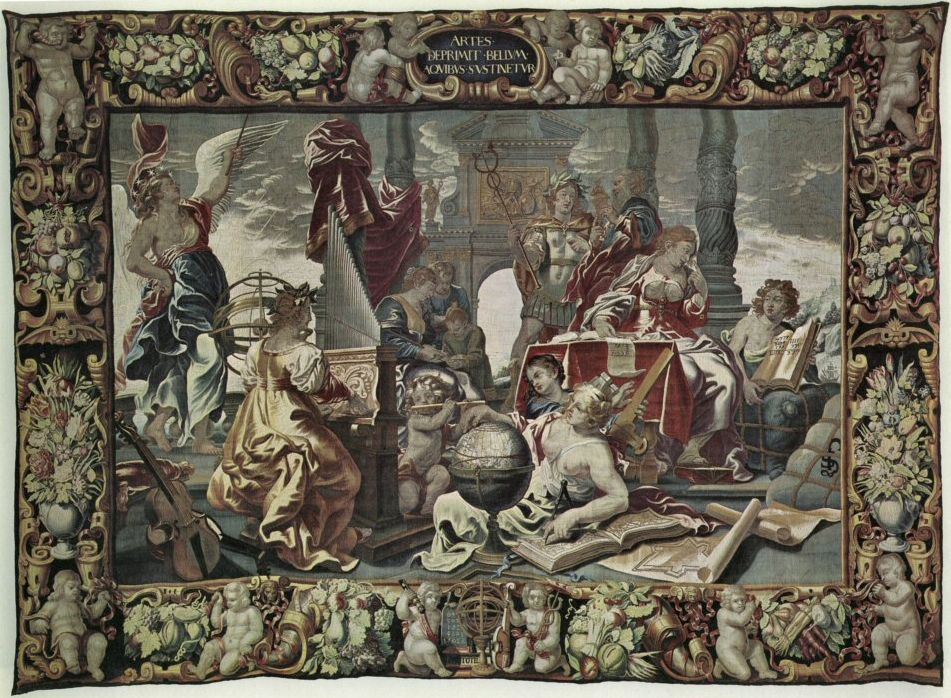
7つの学問の寓意画（版画作品）